# Вулиця Дарії Гусяк (Львів)
Ву́лиця Дарії Гусяк — вулиця в Галицькому районі Львова, в історичному центрі міста. Сполучає вулиці Шпитальну та Котлярську. Прилучається вулиця Ляйнберга. 

## Історія та назва
Вулиця прокладена на початку 1890-х років. Назву отримала 1895 року на честь заслуженої для міста львівської родини патриціїв Алембеків. Сучасну назву — Таманська, вулиця отримала 1946 року, на честь півострова Тамань, на якому у 1792 році висадилися українські козаки Чорноморського війська на чолі з Антіном Головатим для поселення на землях вздовж річки Кубані.
18 липня 2024 року начальник ЛОВА ухвалив рішення про перейменування понад 130 вулиць в населених пунктах Львівщини, спираючись на рекомендації робочої групи з питань декомунізації при Львівській ОВА, до якої увійшли, зокрема, історики, ветерани poсійcько-української війни та активні жителі громад. Таким чином, вулиця Таманська перейменована на вулицю Дарії Гусяк, на честь зв'язкової Головнокомандувача Української повстанської армії, генерала-хорунжого Романа Шухевича, активістки Організації українських націоналістів Дарії Гусяк.

## Забудова
Вулиця Дарії Гусяк забудована переважно триповерховими (є одна чотириповерхова) кам'яницями кінця XIX — початку XX століть в стилі віденського класицизму.
Під № 3 у міжвоєнний період містилася синагога «Лікитай шаймес — Хаверім коль Ісраель». 
З північного боку вулиці, під № 11 розташована монументальна триповерхова будівля — колишня Єврейська промислова школа та державна школа імені Тадеуша Чацького, споруджена 1891 року за проєктом архітектора Альфреда Каменобродського у стилі історизму. На часі листопадових боїв 1918 року будівля школи була осередком опору українського війська в цій околиці. Тут розташовувалася пробоєва сотня, якою командував хорунжий Михайло Мінчак. Сотня забезпечувала оборону центру міста з північно-західного боку та здійснювала наступальні дії у напрямку на Кортумову гору та Клепарів. За радянських часів тут була середня школа № 11, від 1978 року — міжшкільний навчально-виробничий комбінат, а з 1990 року — навчально-технологічний центр учнівської молоді. Від 5 липня 2007 року — НВК «Школа комп'ютерних технологій — Львівський технологічний ліцей». На чільному фасаді збереглися три картуші із архітектурними зображенням гербів Львова австрійського періоду. Будинок внесений до Реєстру пам'яток архітектури місцевого значення під охоронним № 1036-м.
В кам'яницях Алембеків, що під № 10 мешкав громадський діяч, адвокат, публіцист доктор Гершон Циппер (1868—1941), а під № 14 — відомий єврейський художник—імпресіоніст Ерно Ерб (1878—1942).
В житловому будинку під № 12 за Польщі містився малярський заклад Штайна.

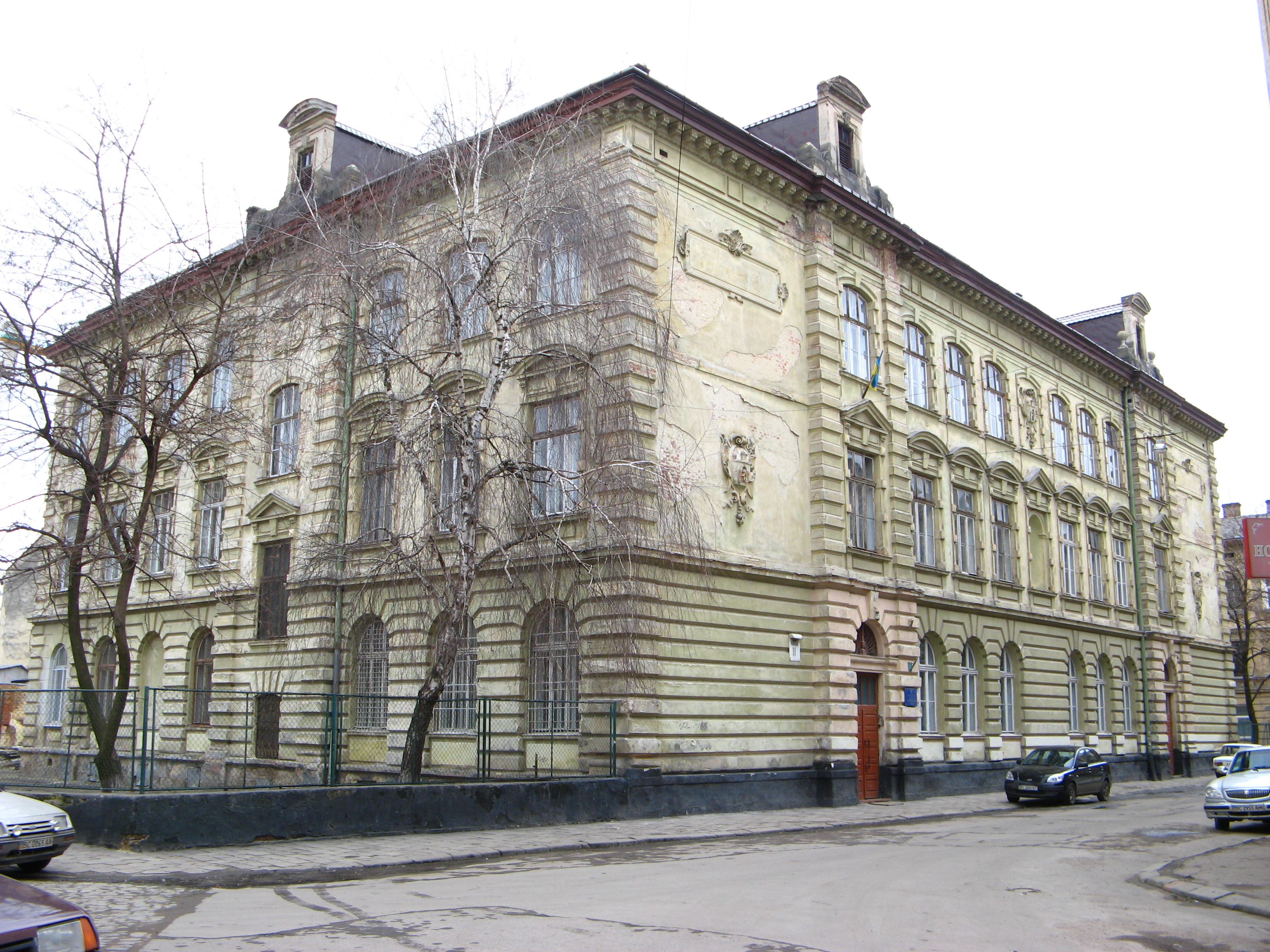
Колишня школа імені Тадеуша Чацького
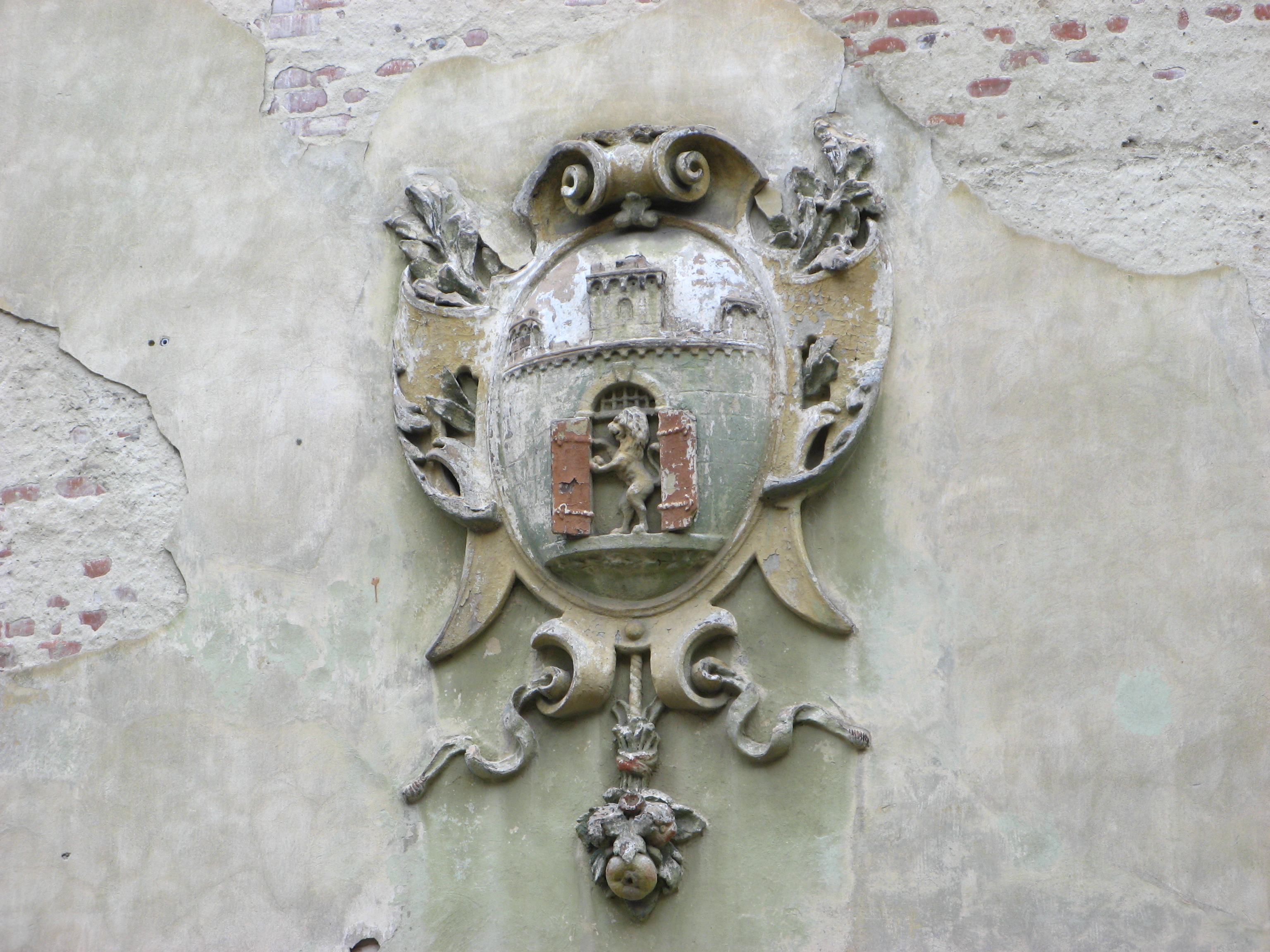
Картуш з гербом Львова на фасаді колишньої школи
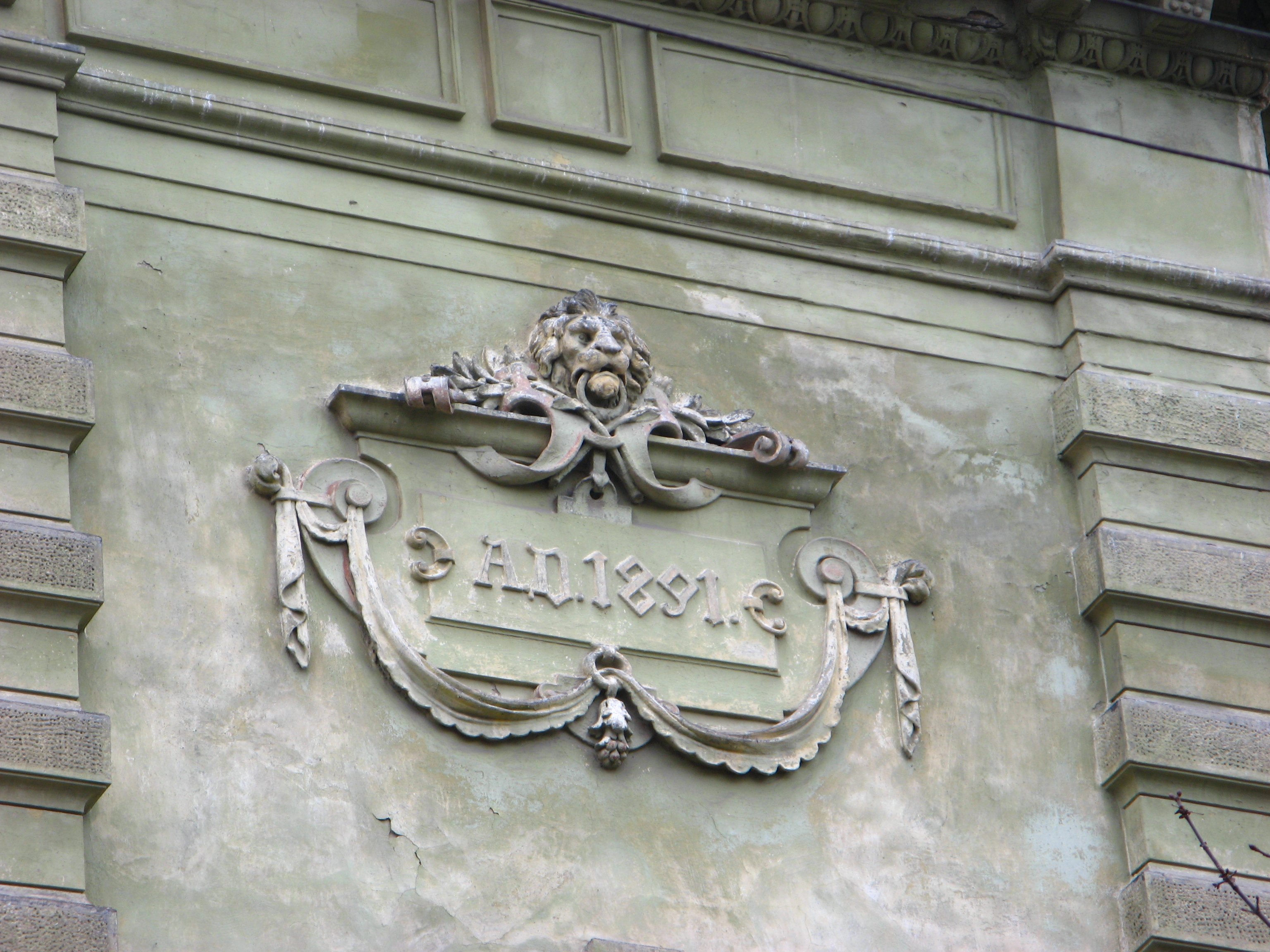
Ліпнина на бічному фасаді з роком побудови школи
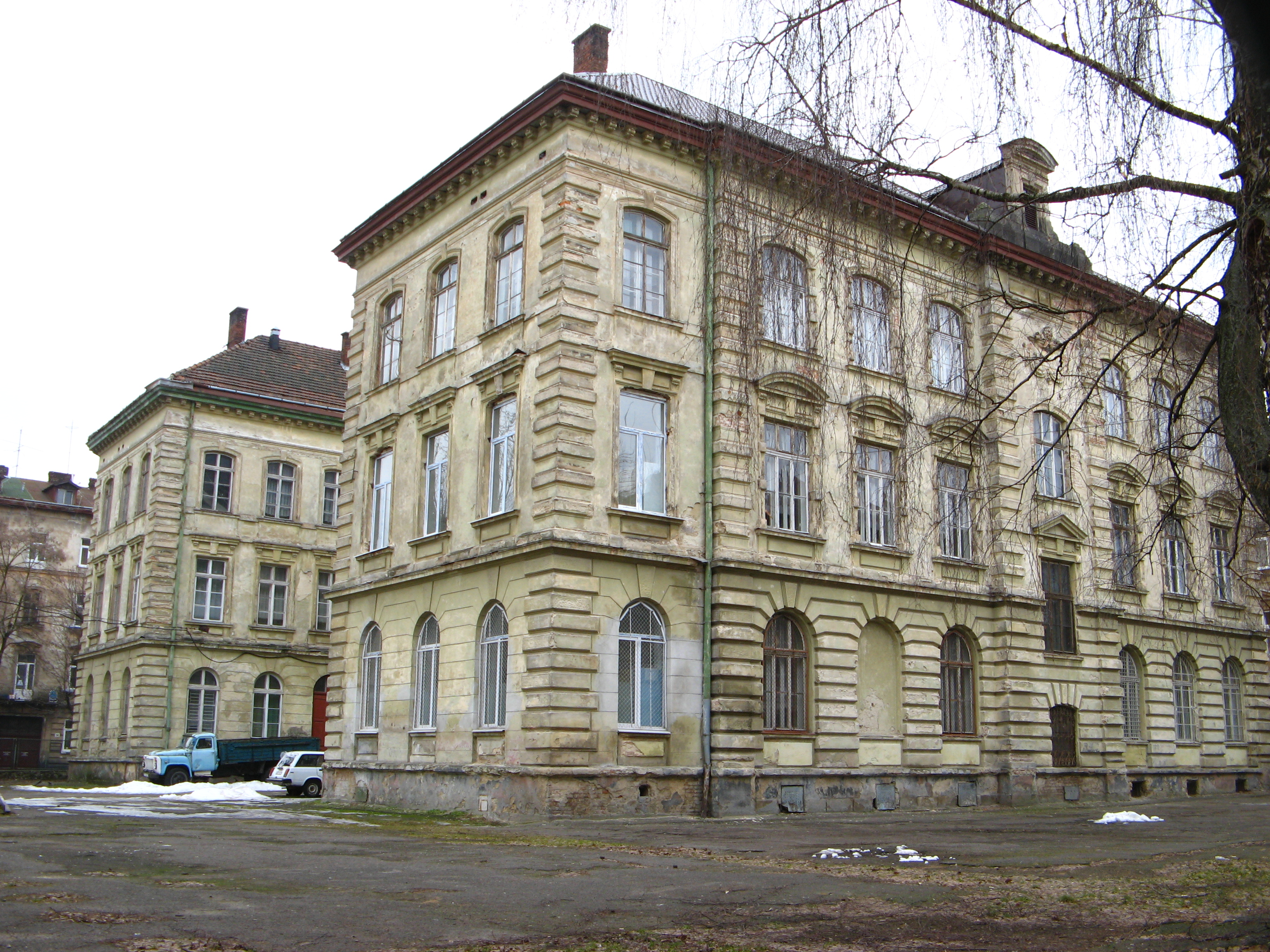
З тильного боку школи